# Jour de fète
Jour de fète (br: Carrossel da Esperança; pt: Há Festa na Aldeia) é um filme francês de comédia de 1949 dirigido por Jacques Tati, que também escreveu o roteiro.

## Sinopse
Um atrapalhado carteiro causa as maiores confusões ao largar seus deveres para ir à feira itinerante que chegou à pequena comunidade.

## Elenco
- Jacques Tati: François, o carteiro
- Guy Decomble: Roger
- Paul Frankeur: Marcel
- Santa Relli: esposa de Roger
- Maine Vallée: Jeannette
- Roger Rafal: cabeleireiro

## Prêmios e indicações

### Prêmios
Festival de Veneza
- Melhor Roteiro: 1949[1]

### Indicações
Festival de Veneza
- Leão de Ouro (melhor filme): 1949

## Ligações Externas
- Jour de Fête. no IMDb.
- Página sobre "Jour de Fête" no site Tativille, o site oficial de Jacques Tati (em francês)